# Zračna luka Bagdad
Zračna luka Bagdad (ara. مطار بغداد الدولي) (IATA: BGW – ICAO: ORBI) je najveća zračna luka u Iraku a nalazi se 16 km od središta Bagdada. Riječ je o civilnoj i vojnoj zračnoj luci koja se prvotno zvala Zračna luka Saddam. Zračna luka Bagdad je središnji aerodrom najvećeg iračkog avio prijevoznika Iraqi Airways.

## Povijest

### Razdoblje do 1991.
Zračna luka Saddam gradila se u razdoblju od 1979. do 1982. uz posredovanje francuskih tvrtki a izgradnja aerodroma stajala je 900 milijuna USD. Zračna luka je dizajnirana za civilni i vojni transport te je godišnje mogla prihvatiti 7,5 milijuna putnika te avione svih vrsta. Putnički terminal podijeljen je na tri izlaza koji su dobili imena po gradovima iz antičkog vremena koji su bili smješteni na području današnjeg Iraka: Babilon, Nineveh i Samara. Izlazi se pojednostavljeno zovu A, B i C.
Zračna luka je imala i svoj VIP terminal koji je bio luksuzno namješten te zajedno s konferencijskim dvoranama i spavaonicama. Na tom terminalu se dočekuju strani uglednici te ostale značajne osobe.

## Status luke kroz razdoblja

### 1991. – 2003.
Većina civilnih letova u bagdadskoj zračkoj luci je otkazana nakon što je UN 1991. nametnuo Iraku sankcije zbog invazije na Kuvajt tijekom Zaljevskog rata. Zbog zabranjene zone leta kojeg su zemlji nametnuli SAD i Velika Britanija, domaći avio prijevoznik Iraqi Airways bio je u mogućnosti da nastavi samo s domaćim letovima u ograničeno vrijeme. U međunarodnim okvirima, bagdadskom aerodromu je bilo dopušteno da prima strane čarter letove s humanitarnom pomoći te vladine dužnosnike. Jordanski prijevoznik Royal Jordanian Airlines je imao redovite letove iz Ammana u Bagdad. Avionima je tada dozvoljeno besplatno dolijevanje gorivom u Iraku.
Nakon američke invazije na zemlju 2003. i svrgavanja Saddama Husseina s vlasti, zračna luka Saddam je promijenila ime u zračna luka Bagdad. Tadašnji američki predsjednika George W. Bush posjetio je američke vojnike na Dan zahvalnosti 27. studenog 2003. te je s njima zajedno večerao.

### 2003.
Tokom 2003. i početkom 2004. tri zrakoplova iz bagdadske zračne luke pobunjenici su pogodili s raketnim bacačima. Prvi je bio Airbus kompanije DHL koja se bavi transportom tereta, drugi C-17 Globemaster III (tokom uzlijetanja) a treći C5A Galaxy. Napadači su tek u posljednjem incidentu uhvaćeni nakon potrage na jugu Bagdada. Iako su pobunjenički napadi prestali, i danas se provode velike mjere opreza na aerodromu. Tako primjerice piloti zrakoplova prilikom uzlijetanja i slijetanja primjenjuju tzv. "vadičep manevar" spiralnog penjanja i spuštanja aviona iznad zračne luke kako bi zrakoplovi bili iznad dometa vatrenog oružja i projektila potencijalnih terorista na terenu. Taj manevar se primjenjuje i danas unatoč znatno boljem sigurnosnom stanju u zračnoj luci.
Za sigurnost u aerodromu zadužena je britanska zaštitarska tvrtka Global RSL koja je sklopila ugovor s iračkim Ministarstvom prometa. Područje terminala osigurava 500 iračkih i gurskih čuvara. Glavna cesta koja vodi od aerodroma do središta Bagdada poznata je pod nadimkom "irska ruta" jer je jedna od najopasnijih ruta na svijetu. Danas su napadi na njoj smanjeni zbog velike prisutnosti vojske na tom području.
Tokom 2003. jedino je Royal Jordanian bio jedini civilni avio prijevoznik kojemu je bilo dozvoljeno letjeti u Irak i to u liniji Amman-Bagdad.

### 2004.
Zračnoj luci Bagdad je civilni nadzor službeno vraćen 25. kolovoza 2004. Najprije su započeli raditi prijevoznici Iraqi Airways, FedEx Express i DHL na području civilnog i vojno-teretnog transporta.

### 2005.
Tokom 2005. bilo je dana kada uopće nisu obavljani letovi na bagdadskoj zračnoj luci dok su preostali dani bili ograničeni na samo jedan let dnevno. Najčešće se letjelo u Irbil, Teheran, Ankaru i Basru te druge domaće i regionalne destinacije. Češki transportni prijevoznik Euro Air Cargo je 2005. objavio da u budućnosti planira obavljati svoje letove i u Bagdad.

### 2006.
Iraqi Airways se u prosincu 2006. povezao s jednom putničkom agencijom iz Velike Britanije u svezi direktnih linija iz Bagdada u London i to dva puta tjedno s početkom od 2007. Na web stranicama je ponuđen cjenik te mogućnost kupnje putničkih karata. Cijeli projekt je otkazan 2008.

### 2008.
Turkish Airlines je u listopadu 2008. pokrenuo letnu liniju iz Istanbula u Bagdad tri puta tjedno čime je to postala prva europska linija za iračku prijestolnicu još od nametanja UN-ovih sankcija zemlji zbog okupacije Kuvajta 1990. Budući da je 2008. došlo do smanjenja nasilja u Iraku, to je dovelo do dramatičnog povećanja putničkog prometa u Bagdad.

### 2009.
- 2. siječnja 2009. skandinavski avio prijevoznik Nordic Airways sa sjedištem u Švedskoj je nakon 17 godina obavio prvi let između zapadne Europe i Bagdada kada je 150 putnika prevezeno na relaciji Kopenhagen - Bagdad.[4]
- u lipnju 2009. Iraqi Airways je najavio da će vršiti direktne letove između Bagdada i Karachija[5] dok je mjesec dana kasnije Gulf Air najavio letove iz Bahreina[6] a zakazani su 1. rujna 2009.
- 3. rujna 2009. Iraqi Airways je prvi puta nakon 20 godina ostvario letove u Bahrein[7] a 11. rujna ta kompanija je prvi puta nakon 18 godina doletjela u katarsku Dohu.[8] Iste godine su nakon duljeg razdoblja ostvareni letovi iz Bejruta i Karachija.
- Blue Wings je 12. prosinca 2009. počeo pružati redovite linije za Frankfurt (u ime Iraqi Airwaysa).[9] Za te letove iznajmljeni su zrakoplovi Boeing 737.

### 2010.
- 17. travnja 2010. avio prijevoznik Etihad Airways je najavio putničke letove iz Bagdada u Abu Dhabi od 26. travnja iste godine.[10]
- u travnju 2010. nacionalni avio prijevoznik Iraqi Airways je najavio letove u London te švedski Malmö, ali su zbog erupcije islandskog vulkana Eyjafjallajökull zatvorene zračne luke na sjeveru Europe tako da su prvotni letovi na tu destinaciju morali biti otkazani.[11] Linije za London otvorene su tek 25. travnja 2010.[12] Iraqi Airways je prekinuo sve letove u Veliku Britaniju i Švedsku zbog pravnih pitanja s Kuvajtom.[13] Zbog toga irački prijevoznik nije mogao proširiti vlastitu ponudu letnih destinacija te je 26. svibnja iste godine proglasio stečaj te su prekinuti svi letovi.[14]
- Fly Emirates je potvrdio da će tri puta tjedno (utorkom, četvrtkom i subotom) letjeti iz Bagdada u UAE i to s Airbusom A330-200.[15] Letovi su kasnije otkazani zbog "operativnih razloga".[16]
- u svibnju 2010. njemačka Lufthansa je najavila letove iz Münchena u Bagdad a oni bi se obavljali s Boeingom 737.[17] Međutim, zbog nedostatka interesa putnika, ta destinacija je kasnije ukinuta.[18]
- 1. srpnja 2010. Austrian Airlines je najavio letove za Bagdad od zime 2010. a namjervalo se da će se letovi vršiti pet puta na tjedan i to s Airbusom A320. Kao i Lufthansa, tako je i austrijski prijevoznik otkazao letove za Irak zbog slabe potražnje. Kasnije su letovi opet omogućeni ovaj puta s Boeingom 737 i to uz posredstvo iračkog prijevoznika Star Alliance. Neki prijevoznici iz Njemačke, Egipta, Skandinavije i Švicarske pokazuju interes suradnje s tom tvrtkom u svezi letova u Bagdad.
- u studenome 2010. egipatski privatni prijevoznik Nil Air je najavio letove iz Kaira u Bagdad čime bi se ta dva grada zračno povezala prvi puta od početka 1990-ih kada su letovi bili otkazani.

## Planovi za proširenjem
Zračna luka Bagdad namjerava povećati putnički promet na 15 milijuna putnika godišnje. Proširenje se namjerava izvršiti kroz strane investicije koje će uključivati izgradnju tri nova i obnovu postojeća tri terminala.

## Koalicijske vojne instalacije
Na području zračne baze Bagdad instalirane su brojne vojne instalacije u sklopu vojnog kompleksa Victory Base, i to:
- kamp Cropper
- kamp Dublin
- kamp Liberty
- zračna baza Sather
- kamp Slayer
- kamp Striker
- kamp Victory
- logistička baza Seitz

## Avio kompanije i destinacije

### Civilni transport
| Zračna luka Bagdad   | Zračna luka Bagdad |
| Avio kompanija       | Destinacije |
| -------------------- | --- |
| Al-Naser Airlines    | Düsseldorf, Kuwait City, London, Malmö, Najaf, Stockholm                                                                                   |
| Austrian Airlines    | Beč |
| Bahrain Air          | Bahrein |
| Cham Wings Airlines  | Damask |
| Etihad Airways       | Abu Dhabi |
| Europe Airpost       | Pariz |
| Gryphon Airlines     | Kuwait City |
| Gulf Air             | Bahrein |
| Iraqi Airways        | Amman, Bahrein, Basra, Bejrut, Kairo, Damask, Dubai, Erbil, Istanbul, Najaf, Stockholm, Sulaymaniyah sezonski letovi u Frankfurt i Karachi |
| Jupiter Airlines     | Dubai |
| Mahan Air            | Teheran |
| Med Airways          | Bejrut |
| Middle East Airlines | Bejrut |
| Nile Air             | Kairo |
| Royal Jordanian      | Amman |
| Turkish Airlines     | Istanbul |
| Viking Hellas        | Atena, Manchester, Stockholm |

### Transport tereta
| Zračna luka Bagdad    | Zračna luka Bagdad |
| Avio kompanije        | Destinacije        |
| --------------------- | ------------------ |
| Click Airways         | Arbil, Sharjah     |
| Coyne Airways         | Dubai              |
| Bahrain Air           | Amman              |
| Royal Jordanian Cargo | Bahrein            |
| DHL Aviation          | Abu Dhabi          |

## Zračne nesreće i incidenti
- 25. prosinca 1986. otet je Boeing 737 Iraqi Airwaysa na letu iz Bagdada u Amman te je pritom oštećen zbog bombe koja je unešena u avion. Naime, bomba je eksplodirala u kokpitu zrakoplova što je uzrokovalo njegov pad u Saudijskoj Arabiji te je dovelo do tragedije u kojoj je poginulo 63 od 106 ljudi u avionu.
- 29. studenog 1987. je uništen Boeing 707 iznad Andamanskog mora zbog bombe koju su u avion unijeli dvojica sjevernokorejskih tajnih agenata. Avion tvrtke Korean Air letio je prema Abu Dhabiju na standardnoj relaciji Bagdad-Abu Dhabi-Bangkok-Seul. Poginulo je svih 104 putnika te 11 članova posade.
- 22. studenog 2003. s projektilom SA-7 pogođen je transportni avion Airbus A300B4 europskog transportnog avio prijevoznika DHL Aviation. Avion je pri tome izgubio tlak u hidraulici a time i kontrolu nad njome zbog čega je bio prisiljen sletjeti. Koristeći razliku u pritisku motora piloti su uspjeli sletjeti s Airbusom bez dodatnih oštećenja na zrakoplovu a sva tri člana posade su preživjeli raketni napad.

## Vanjske poveznice
- Službena web stranica bagdadskog aerodroma
- Profil zračne luke na Global security.com
- Povijest incidenata u zračnoj luci Bagdad  Arhivirana inačica izvorne stranice od 24. listopada 2012. (Wayback Machine)